# Циментова промишленост
Циментовата промишленост е отрасъл на преработващата промишленост, занимаващ се с производството на клинкер и цимент. Те се използват за производството на бетон и циментови разтвори, използвани главно в строителството.
Циментът се произвежда от скален материал, основно варовик, който се изпича при висока температура, след което се смила в мелници на фин прах. Това става в специализирани съоръжения с относително голям капацитет, най-често разположени в близост до кариерите, в които се добива суровината, което прави циментовата промишленост сектор с висока капиталоемкост. Тя е и един от най-енергоемките промишлени отрасли, като разходите за енергия достигат 40% от себестойността на крайния продукт.
В статистическата класификация на Европейския съюз производството на цимент е дял на производството на изделия от други неметални минерални суровини с код 23.51.